# Zoerselhof

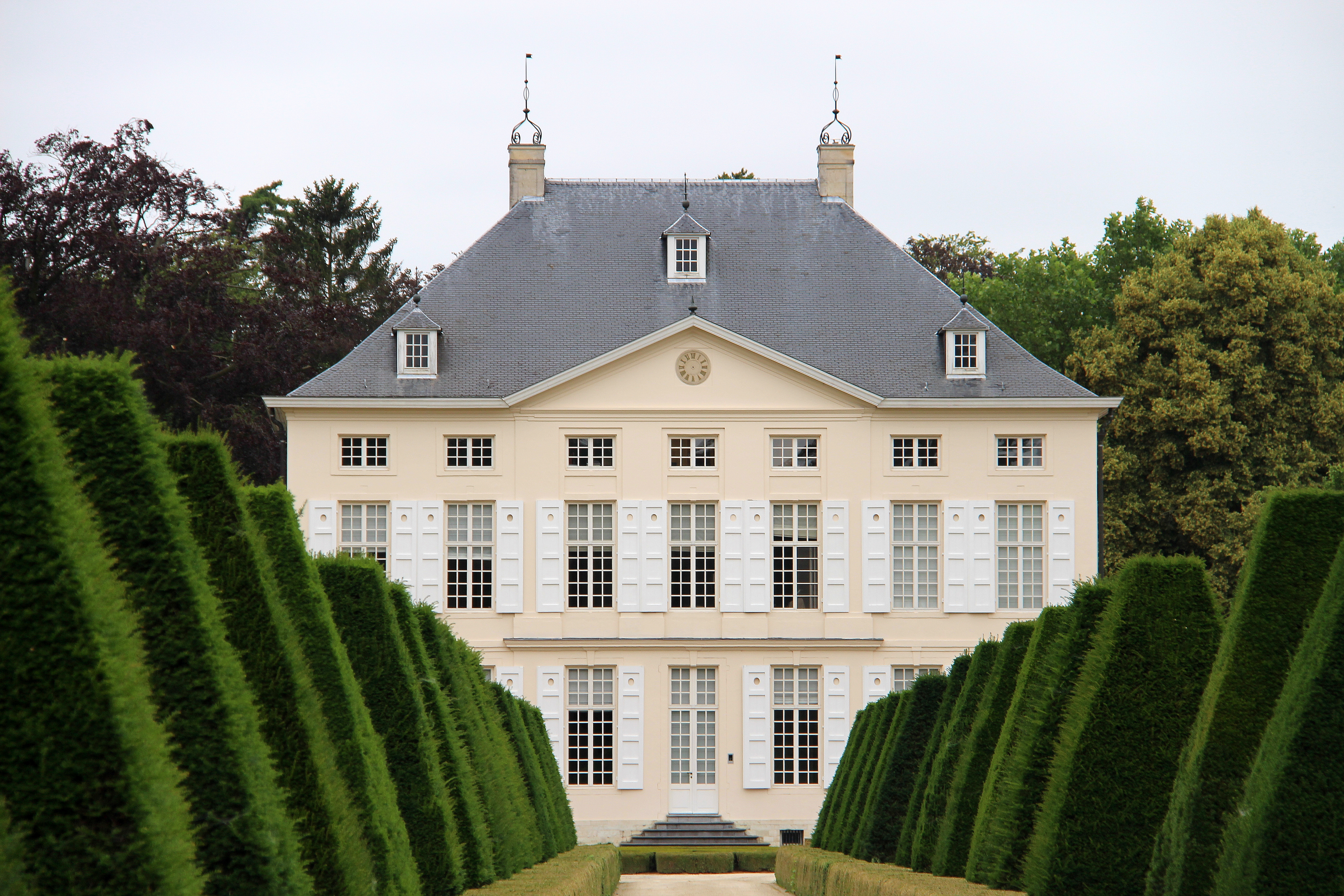
Hoofdgebouw Zoerselhof

Het Zoerselhof is een kasteel in de Antwerpse plaats Zoersel, gelegen aan Zoerselhofdreef 40.

## Geschiedenis
Waarschijnlijk was hier in 1233 al een jachtverblijf van de hertog van Brabant. Het gebied werd geschonken aan de Sint-Bernardusabdij te Hemiksem die er een landbouwbedrijf genaamd Hoodonc (Hooidonk) vestigde. De hoeve werd voor het eerst vermeld in 1287. Deze werd omstreeks 1566 gesplitst in de Grote Hoeve van Hooidonk en de Kleine Hoeve van Hooidonk. In 1638 was er al sprake van vier boerderijen. Er was ook een woning voor de rentmeester.
In 1754 brandde de hoeve af en deze werd herbouwd. In 1787 werd het huidige kasteel gebouwd in classicistische stijl. Het diende als verblijf voor de rentmeester (provisor) en de abt.
In de Franse tijd werd het domein onteigend en openbaar verkocht, en in 1797 kwam het aan de particulier J.P. Schmitz. Het werd meerdere male doorverkocht en na de Tweede Wereldoorlog werd het ingericht als hotel-restaurant. In 1956 werd de bovenste verdieping door brand vernield, waarna herstel volgde.

## Gebouw
Het kasteel heeft een rechthoekige plattegrond. Naar het hoofdgebouw leidt een dreef door een symmetrische aanplant. Ook is er een oranjerie en een koetshuis, een L-vormige hoeve en een provenierswoning.
Het kasteel heeft een rechthoekige uitbouw (1e kwart 20e eeuw) met op de verdieping een kapel met halfronde apsis.
Ten zuidwesten van het kasteel ligt een vijver die in verbinding staat met de Monnikenloop en een rechthoekig omgracht terrein.
Het geheel sluit aan bij het Zoerselbos.